# Albert Schramm

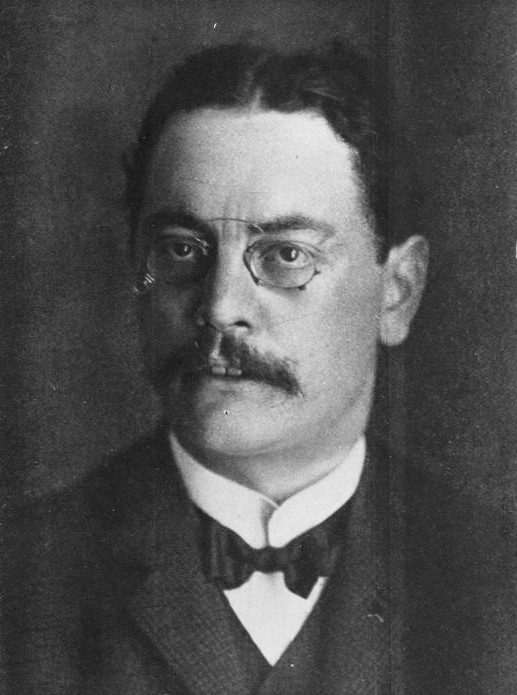
Albert Schramm (1908)

Der Bilderschmuck der Fruhdrucke. 1, Die Drucke von Albrecht Pfister in Bamberg 1922

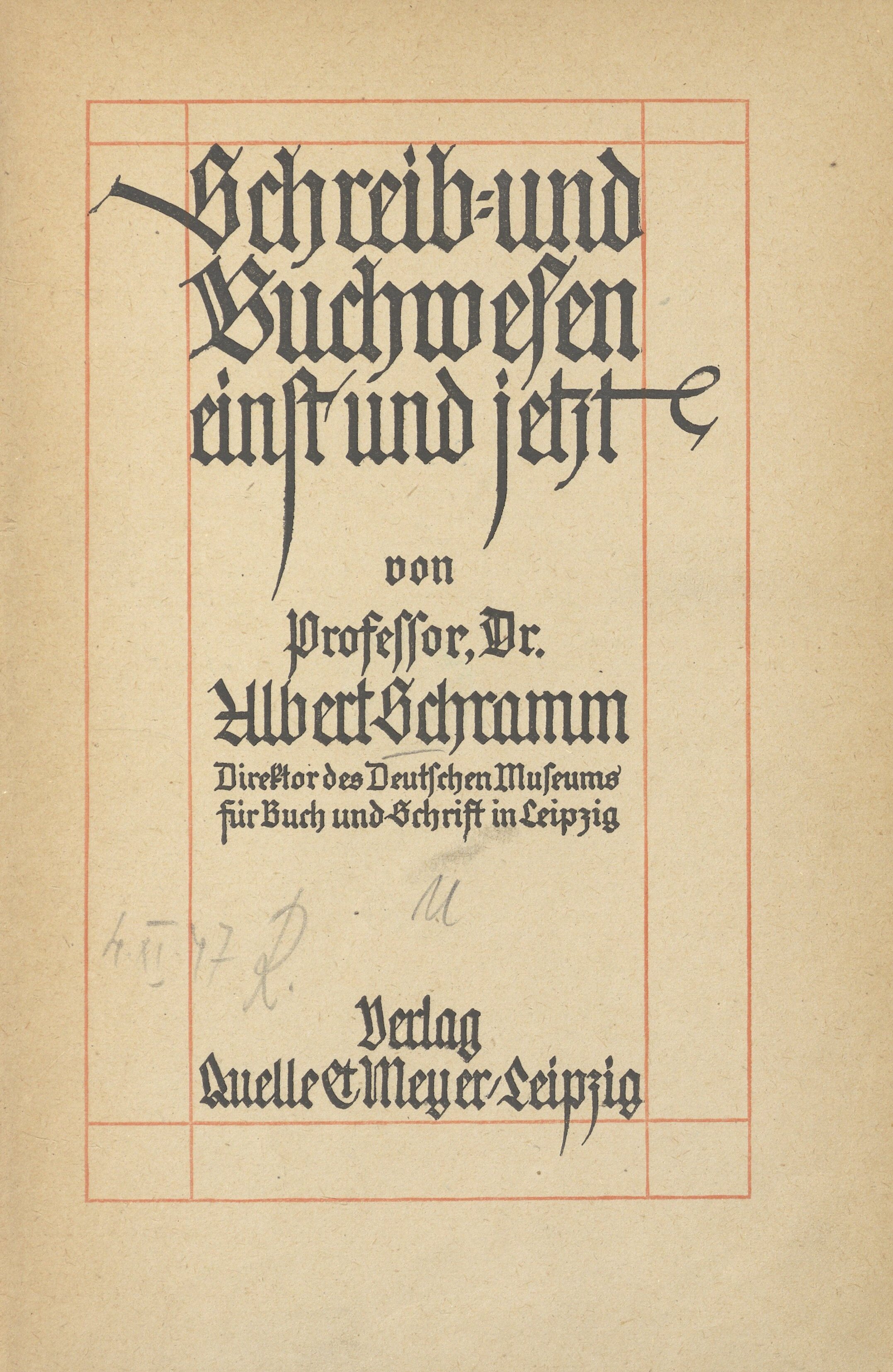
Schreib- und Buchwesen einst und jetzt 1922

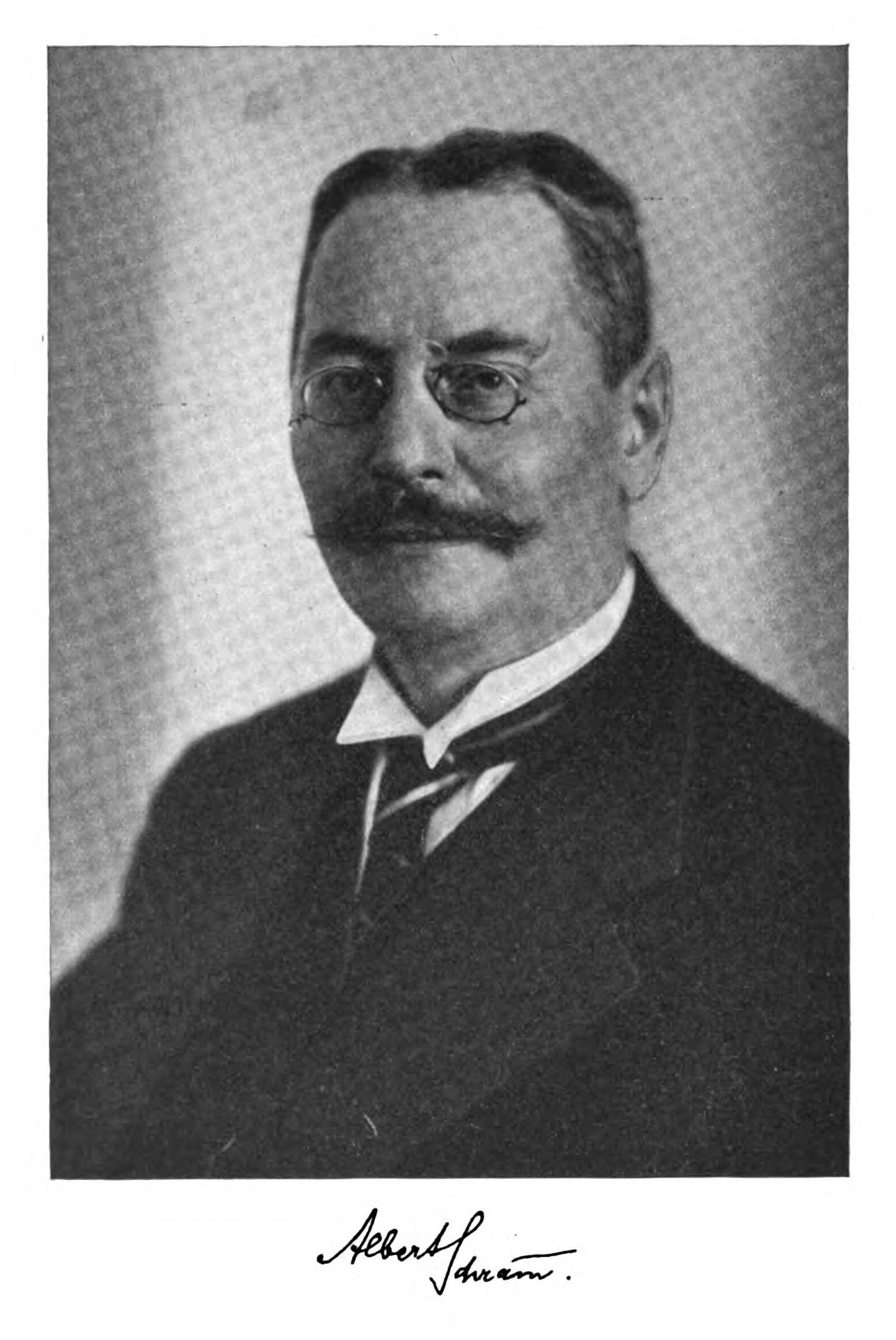
Albert Schramm. Portraitfoto aus Anlass der Widmung des Bandes 4.1930 dem Begründer des Archivs für Schreib- und Buchwesen 4.1930 zum 50. Geburtstag

Albert Schramm (* 5. August 1880 in Sindelfingen; † 25. Oktober 1937 in Tübingen) war ein deutscher Buchwissenschaftler. Er beschäftigte sich mit zahlreichen Aspekten des Buchwesens und beteiligte sich an der jungen Esperanto-Bewegung in Sachsen.

## Leben
Schramms Eltern waren der Stadtakziser Johann Ev. Schramm und seine Frau Rosa, geb. Schneider. Albert Schramm besuchte das Gymnasium in Esslingen und das Evangelische Seminar Blaubeuren. Von 1899 bis 1903 studierte er evangelische Theologie an der Universität Tübingen (Mitglied der Verbindung Normannia Tübingen)   und wurde am 12. Februar 1904 zum Dr. theol. promoviert. In seiner Doktorarbeit beschäftigte er sich mit den palästinensischen Ortsnamen im Alten Testament. Schon während des Studiums entwickelte Schramm ein Interesse für die Geschichte der Stenografie. Nach der Promotion arbeitete er am Sächsischen Stenographischen Landesamt in Dresden. Während dieser Zeit trat er 1907 mit Ludwik Lejzer Zamenhof, dem Erfinder der Plansprache Esperanto, in Kontakt. Zusammen mit Marie Hankel organisierte Schramm den 4. Esperanto-Weltkongress, der 1908 unter der Schirmherrschaft des Königs von Sachsen Friedrich August III. in Dresden stattfand. Im Zuge des Kongresses entstand auch das Sächsische Esperanto-Institut, das am 12. November 1908 dem Sächsischen Staatsministerium unterstellt wurde. Schramm war von 1908 bis 1914 der erste Leiter dieses Institutes.
Er entwickelte ein für Esperanto geeignetes Kurzschriftsystem, welches bereits einige Aspekte der späteren Deutschen Einheitskurzschrift vorwegnimmt.
1913 wechselte Schramm nach Leipzig, wo er zum Direktor des Deutschen Buch- und Schriftmuseums ernannt wurde. Ab dieser Zeit konzentrierte er sich hauptsächlich auf seine beruflichen und wissenschaftlichen Tätigkeiten. Als Direktor der internationalen Ausstellung für Buchgewerbe und Graphik (Bugra 1914) wurde er größeren Fachkreisen bekannt.
Zum 1. Januar 1929 trat Schramm als Museumsdirektor in den Ruhestand und wurde ehrenamtlicher Leiter der Leipziger Bibliothekarschule, deren Gründung er angeregt hatte. Seit 1930 litt er an Diabetes mellitus. Seinen Lebensabend verbrachte er mit seiner Familie in Tübingen, wo er am 25. Oktober 1937 im Alter von 57 Jahren starb.
Schramms Hauptwerk war die Sammlung Der Bilderschmuck der Frühdrucke, in der die Illustrationen aller bekannten Inkunabeln zusammengestellt werden sollten. Nach Schramms Tod wurde das Unternehmen auf Drängen des Verlags von der Kommission für den Gesamtkatalog der Wiegendrucke weitergeführt. Nach dem noch von Schramm herausgegebenen Band 20 sollte in weiteren etwa fünf Bänden für den deutschsprachigen Teil des Heiligen Römischen Reiches ein Abschluss erreicht werden.

## Schriften (Auswahl)
Bibliographie: Hans Albert Schramm: Die Bücher von Albert Schramm. In: Nunquam retrorsum. Beiträge zur Schrift- und Buchkunde als Ehrengabe für Albert Schramm anläßlich seines 50. Geburtstags am 5. August 1930, Wolfenbüttel 1930, S. 116–120.
- Die palästinensischen Ortsnamen im Alten Testament. Tübingen 1904 (Dissertation)
- Heinrich Knoblochtzers Todten-Dantz. Heidelberg o. J.; Neudruck Leipzig 1921.
- Geistliche Auslegung des Lebens Jesu Christi. Eine Holzschnittfolge des 15. Jahrhunderts. Leipzig 1922 (online – Internet Archive)
- Der Bilderschmuck der Frühdrucke. 23 Bände, Leipzig 1920–1943 (fortgeführt von der Kommission für den Gesamtkatalog der Wiegendrucke); Neudruck bei Hiersemann, Stuttgart 1981.
  - Band 1 (1922) Die Drucke von Albrecht Pfister in Bamberg[4] ISBN 978-3-7772-8818-5
  - Band 2 (1920) Die Drucke von Günther Zainer in Augsburg[5] ISBN 978-3-7772-8123-0
  - Band 3 (1921) Die Drucke von Johann Baemler in Augsburg[6] ISBN 978-3-7772-9001-0
  - Band 4 (1921) Die Drucke von Anton Sorg in Augsburg[7] ISBN 978-3-7772-9002-7
  - Band 5 (1923) Die Drucke von Johann Zainer in Ulm[8] ISBN 978-3-7772-8225-1
  - Band 6 (1923) Die Drucke von Konrad Dinckmut in Ulm[9] ISBN 978-3-7772-8226-8
  - Band 7 (1923) Lienhart Holle, Johannes Reger, Johann Schaeffler und Hans Hauser in Ulm ISBN 978-3-7772-8227-5
  - Band 8 (1924) Die Kölner Drucke[10] ISBN 978-3-7772-8228-2
  - Band 9 (1926) Die Drucker in Esslingen, Urach, Stuttgart, Reutlingen, Tübingen, Blaubeuren[11] ISBN 978-3-7772-8229-9
  - Band 10 (1927) Die Drucker in Lübeck: 1. Die beiden Brüder Brandis[12] ISBN 978-3-7772-8230-5
  - Band 11 (1928) Die Drucker in Lübeck: 2. Steffen Arndes[13] ISBN 978-3-7772-8231-2
  - Band 12 (1929) Die Drucker in Lübeck: 3. Ghotan, 4. Mohnkopfdrucke[14] ISBN 978-3-7772-8232-9
  - Band 13 (1930) Die Drucker in Leipzig und Erfurt[15] ISBN 978-3-7772-8233-6
  - Band 14 (1931) Die Drucker in Mainz: 1. Fust und Schöffer, 2. Johann Numeister, 3. Peter Schöffer[16] ISBN 978-3-7772-8124-7
  - Band 15 (1932) Die Drucker in Mainz: 4. Erhard Reuwich, 5. Jakob Meydenbach, 6. Peter Friedberg ISBN 978-3-7772-8149-0
  - Band 16 (1933) Die Drucker in Speyer, Würzburg, Eichstätt, Passau, München, Ingolstadt, Zweibrücken, Freising, Memmingen ISBN 978-3-7772-8114-8
  - Band 17 (1934) Die Drucker in Nürnberg: 1. Anton Koberger ISBN 978-3-7772-8115-5
  - Band 18 (1935) Die Nürnberger Drucker außer Koberger[17] ISBN 978-3-7772-8238-1
  - Band 19 (1936) Die Straßburger Drucker: Johann Mentelin, Heinrich Eggestein, Georg Husner, Heinrich Knoblochtzer (in Straßburg und Heidelberg), Martin Schott, Jacob Eber[18] ISBN 978-3-7772-8416-3
  - Band 20 (1937) Die Straßburger Drucker: Johann Grüninger, Johann Prüss, Martin Flach, Peter Attendorn, Thomas Anshelm, Bartholomäus Kistler, Friedrich Ruch von Dumbach, Mathis Hupfuff, Wilhelm Schaffener, Johann Schott, Matthias Brant ISBN 978-3-7772-8614-3
  - Band 21 (1938) Die Drucker in Basel: Michael Wenssler, Bernhard Richel, Martin Flach, Johann Amerbach, Peter Kollicker, Nikolaus Kessler, Jakob Wolff, Adam von Speier. Unter Mitarbeit von Maria Möller herausgegeben von Wieland Schmidt ISBN 978-3-7772-8417-0
  - Band 22 (1940) Die Drucker in Basel: Ludwig Hohenwang, Lienhart Ysenhut[19], Michael Furter, Johann Froben, Johann Bergmann, Drucker der Kopien; Nachträge. Herausgegeben von Maria Möller und Wieland Schmidt ISBN 978-3-7772-8334-0
  - Band 23 (1943) Die Drucker in Augsburg: Erhard Ratdolt, Johann Wiener, Jodokus Pflanzmann, Ludwig Hohenwang, Johann Blaubirer. Herausgegeben von Maria Möller ISBN 978-3-7772-8103-2
- Deutschlands Verlagsbuchhandel. Leipzig 1925
- Das deutsche Buchmuseum zu Leipzig 1885–1925. Leipzig 1925
- Reichs-Kurzschrift. Vollständige Darstellung der Reichs-Kurzschrift für Schul- und Selbstunterricht. Leipzig 1925
- Jahrbuch der deutschen Museen. Heckners Verlag, Wolfenbüttel 1927–1934, DNB 012953814.
- Jahrbuch der deutschen Museen und Sammlungen. Heckners Verlag, Wolfenbüttel 1936, DNB 012953822.

### Postum
- Schrifttypen für fremde Sprachen. Versuch einer Zusammenstellung der wichtigsten Schriftgießereien unserer Zeit. Wolfenbüttel 1938 (online – Internet Archive)
- Jahrbuch der deutschen Museen und Sammlungen. Heckners Verlag, Wolfenbüttel 1938, DNB 012953822.